# Pierce Brosnan
Pierce Brendan Brosnan (født 16. maj 1953) er en irsk-amerikansk skuespiller og filmproducent. Han er bedst kendt for sin rolle som James Bond i GoldenEye, Tomorrow Never Dies, The World Is Not Enough og Die Another Day. Både før og efter sin karriere som 007-agent indspillede han en række film direkte til tv og medvirkede i flere tv-serier. Ud over de fire Bond-film har han medvirket i Mrs. Doubtfire, Mars Attacks!, The Matador og Mamma Mia!. Han har boet i USA mere end 25 år og blev amerikansk statsborger i 2004

## Tidlig karriere
Pierce Brosnan blev født i Drogheda i County Louth i Irland,og boede der til han flyttede meget ung til England. Hans far forlod hjemmet, da Brosnan var barn, og selv om de blev genforenet, har de aldrig haft et nært forhold. Han fik sin filmdebut med kortfilmen Resting Rough fra 1979 og spillede året efter med i tv-filmen Murphy's Stroke. I 1980 fik han også sin spillefilmsdebut i en lille rolle i kriminalfilmen The Long Good Friday med bl.a. Bob Hoskins og Helen Mirren, og samme år blev han gift med den australske skuespillerinde Cassandra Harris, som han fik sønnen Sean Brosnan med. De følgende år medvirkede Brosnan i forskellige tv-produktioner og fik i 1982 en hovedrolle i den amerikanske tv-serie "Remington Steele", som vistes på fjernsynsskærmene i fem sæsoner. I 1987 spillede han over for Michael Caine i thrilleren Den fjerde protokol, hvor Brosnan spillede KGB-agenten Valeri Petrofsky. I 1991 døde hans kone Cassandra Harris af kræft og efterlod ham med tre børn, Christopher og Charlotte fra Cassandras første ægteskab og Sean fra deres ægteskab. I slutningen af 1980’erne og begyndelsen af 90’erne medvirkede Brosnan i en del film, hvoraf flere blev lavet direkte til tv. Fælles for dem var, at de sjældent indbragte hverken omtale eller succes. Manden med plæneklipperen fra 1992 var den heldigste, inden han i 1993 medvirkede i familiekomediesuccesen Mrs. Doubtfire med Robin Williams.

## James Bond
I 1995 overtog han rollen som James Bond fra walisiske Timothy Dalton. Daltons sidste Bond-film Licence to Kill fra 1989 blev aldrig en så stor succes som beregnet, og det medførte en lang pause i produktionen af de ellers populære agentfilm. Med GoldenEye fra 1995 gjorde man nu en aktiv indsats for at bringe Ian Flemings hemmelige agent tilbage. Instruktøren blev new zealandske Martin Campbell, som året forinden med Ray Liotta-filmen No Escape havde bevist, at han kunne finde ud af at lave spændingsprægede actionfilm. GoldenEye er også en udpræget action-film, med flere storslåede action-sekvenser, bl.a. når Bond smadrer gennem flere bygninger med en pansret kampvogn. Brosnan blev allerede tilbudt rollen som James Bond i 1987 i Spioner dør ved daggry, men måtte afslå, da han var i gang med andre indspilninger. Således var han mere end oplagt, da han otte år senere blev tilbudt rollen igen. GoldenEye var også den første film i Bond-serien, som havde et manuskript uden referencer til Ian Flemings romaner eller noveller. Filmen fik en god modtagelse både blandt biografgængere og anmeldere og markerede for alvor James Bonds comeback. I 1996 optrådte Brosnan sammen med en række kendte filmstjerner i Tim Burtons komiske og fantasifulde Mars Attacks!, og året efter spillede han overfor Linda Hamilton i katastrofefilmen Dante's Peak, hvor et vulkanudbrud truer. I 1997 kom Brosnans anden Bond-film, Tomorrow Never Dies. Her skal Bond stoppe den sindssyge mediemogul Elliot Carver (Jonathan Pryce), som planlægger en krig mellem Kina og Storbritannien, som vil give ham maksimal mediedækning og store indtægter. På næsten samme tid grundlagde Brosnan produktionsselskabet Irish DreamTime, som i 1998 debuterede med det irske drama The Nephew. I 1999 spillede han med i genindspilningen af Steve McQueen-filmen Thomas Crown og Co. (Eng: The Thomas Crown Affair) fra 1968. I Thomas Crown affæren fra 1999 spiller Brosnan titelrollen, en rig playboy, som morer sig ved at stjæle værdifulde malerier. Rene Russo spiller detektiven, som skal forsøge at fange Thomas Crown, men som samtidig bliver forelsket i ham. Samme år vendte Brosnan  tilbage til rollen som James Bond i The World Is Not Enough, som også havde danske Ulrich Thomsen på rollelisten, og som blev Desmond Llewelyns sidste film som den trofaste Q. I 1999 var Brosnan også med i The Tailor of Panama, filmatiseringen af John le Carrés roman Skrædderen fra Panama, med bl.a. Geoffrey Rush og Jamie Lee Curtis. I 2001 blev Brosnan gift med amerikanske Keely Shaye Smith, som han har to børn med, og i 2002 spillede han for sidste gang 007-agent James Bond i Die Another Day. Her bliver Bond sendt på en mission for at undersøge forbindelsen mellem en nordkoreansk terrorist og en diamantmogul, der finansierer udviklingen af et internationalt våben i verdensrummet. Brosnan var dog stadig en lille smule James Bond det følgende år, da han lagde udseende og stemme til Bond i computerspillet Everything or Nothing.

## Fra Bond og til i dag
I 2004 indspillede Brosnan to komedier: den romantiske komedie Laws of Attraction med Julianne Moore og krimikomedien After the Sunset med Salma Hayek og Woody Harrelson. Krimien blev instrueret af Brett Ratner, som også har stået bag Rush Hour-filmene med Jackie Chan og Chris Tucker, og meget af humoren går også igen fra disse film. I 2005 blev det offentliggjort, at Brosnan ikke ville vende tilbage som James Bond, og netop det faktum blev grebet af instruktøren Richard Shepard, som lavede The Matador med klare referencer til Brosnan som en afdanket og falleret agent. Rollen som Julian Noble, en globetrotter og professionel lejemorder, der bruger meget tid på diverse barer og på at score lokale ’babes’, lå lige til højrebenet for Brosnan, der fik megen ros for sit portræt af den ufølsomme ’hitman’, og som også indbragte ham en Golden Globe-nominering. I 2006 spillede han over for Liam Neeson i western-filmen Seraphim Falls, der udspiller sig efter Den amerikanske borgerkrig, og i 2007 spillede han hovedrollen i thrilleren Butterfly on a Wheel. Samme år spillede han også med i det canadiske drama Married Life, som foregår sidst i 1940’erne, og i 2008 fik han comeback på godt og ondt, da han medvirkede i den meget omtalte ABBA-musical Mamma Mia!. Filmen havde også Meryl Streep, Colin Firth og Stellan Skarsgård på rollelisten og blev en af de mest indtjenende britiske film nogensinde. Anmelderne var meget delte, og selv om charmøren Brosnan var den logiske og naturlige vinder i de tre mænds 'kamp'¨om at være far til Streep-karakterens datter, blev hans eneste anden præmie en Razzie Award som værste skuespiller i en birolle for sin rolle som Sam. Især var Brosnans sangstemme til stor diskussion, og naturligvis det voldsomme skift i genre, som filmen betød for ham. Senere har man kunnet opleve Brosnan i fantasy-filmen Percy Jackson & lyntyven og i Roman Polanskis Skyggen, The Ghost Writer, hvor han spiller over for Ewan McGregor. Blandt kommende projekter findes komedie thrilleren Salvation Boulevard med Jennifer Connelly og Ed Harris samt familiefilmen Vanilla Gorilla. Begge film fik premiere i 2011. Han var i 2012 med i Susanne Biers film Den skaldede frisør.

## Trivia
- Har et ar over læben, som han fik, da han blev ramt af en stuntman under indspilningen af Tomorrow Never Dies.
- Hans yndlingskomiker er John Cleese, som han også spiller over for i Bond-filmene The World Is Not Enough og Die Another Day.
- Blev i 1981 introduceret til Bond-producenten Albert R. Broccoli af sin kone, da hun medvirkede i For Your Eyes Only.
- Støtter forskelligt miljø- og velgørende arbejde, han er bl.a. fortaler for homoseksuelles rettigheder.
- Fik 16,5 millioner dollars for sin rolle som James Bond i Die Another Day.
- Blev overvejet til rollen som Batman/Bruce Wayne i Tim Burtons Batman fra 1989.
- Efter at være blevet valgt til at spille James Bond, havde han ikke lov til at have smoking på i andre film. Det var et problem under indspilningen af The Thomas Crown Affair fra 1999.
- Støttede John Kerry under præsidentvalgkampen i 2004 og var stor modstander af tidligere præsident George W. Bush.
- Fik en knæskade under indspilningerne af Die Another Day. Det forsinkede optagelserne syv dage.
- Er gode venner med skuespillerinden Meryl Streep.
- Har siden 2001 været ambassadør for UNICEF i Irland, hvor han startede kampagnen "Unite for Children. Unite against AIDS” sammen med Liam Neeson.

## Filmografi
- Mamma Mia! Here We Go Again (2018)
- The Foreigner (2017)
- I.T (2016)
- The Love Punch (2013)
- Den skaldede frisør (2012)[7]
- Salvation Boulevard (2011)
- Remember Me (2010)
- Skyggen – The Ghost Writer (2010)
- Percy Jackson & lyntyven – Percy Jackson & the Olympians: The Lightning Thief (2010)
- The Greatest (2009)
- Mamma Mia! (2008)
- Married Life (2007)
- Butterfly on a Wheel (2007)
- Seraphim Falls (2006)
- The Matador (2005)
- After the Sunset (2004)
- Laws of Attraction (2004)
- Die Another Day (2002)
- Evelyn (2002)
- The Tailor of Panama (2001)
- The World Is Not Enough (1999)
- Grey Owl (1999)
- The Thomas Crown Affair (1999)
- Tomorrow Never Dies (1997)
- Robinson Crusoe (1997)
- Dante's Peak (1997)
- Mars Attacks! (1996)
- Kærligheden har to sider – The Mirror Has Two Faces (1996)
- GoldenEye (1995)
- Night Watch (TV) (1995)
- Love Affair (1994)
- Mrs. Doubtfire (1993)
- Dødens tog – Death Train (TV) (1993)
- Bombeeksperten – Live Wire (1992)
- Manden med plæneklipperen – The Lawnmower Man (1992)
- Den fjerde protokol – The Fourth Protocol (1987)
- Nomads (1986)
- The Long Good Friday (1980)
- Noble House (1988) Tai-Pan